# Pedro Zarraluki
Pedro Zarraluki Rubió, né à Barcelone (Catalogne) le 31 décembre 1954 et mort le 1er[réf. nécessaire] ou le 2 mars 2025 à Gérone (Catalogne), est un écrivain espagnol.

## Œuvres
- El responsable de las ranas, prix Ciudad de Barcelona et prix Ojo Crítico en 1990.
- La historia del silencio, prix Herralde 1995.
- La noche del tramoyista, 1996.
- Para amantes y ladrones, 2000.
- Un encargo difícil, prix Nadal 2005.

Ouvrages traduits en français
- Un été à Cabrera, traduit par Laurence Villaume, éd. Plon, coll. Feux croisés, 2006, 280 pages  (ISBN 2259204465).

## Récompenses
- Prix Ciudad de Barcelona 1990 pour El responsable de las ranas
- Prix Ojo Críticoen 1990 pour El responsable de las ranas
- Prix Herralde 1995 pour La historia del silencio
- Prix Nadal 2005 pour Un encargo difícil